# 藤原广嗣之乱
藤原广嗣之乱是日本奈良中期上层贵族之间争夺权势的内讧。737年（天平九年）夏，把持朝政的藤原氏四卿，染时疫身亡。圣武天皇重用皇族橘诸兄与留唐归朝的玄昉、吉备真备等。740年8月，任大宰少贰的藤原广嗣为恢复藤原氏势力，上书弹劾，论难时政，要求罢黜玄昉和吉备真备。9月，广嗣在九州以清君侧为名举兵叛乱，不满朝廷的豪族及农民亦卷入叛乱。朝廷任大野东人为大将军，发五道军卒征讨。经两月，叛乱被平息，广嗣被处死。大宰府一度被废止。但乱后橘诸兄统治集团的地位动摇，藤原氏南家仲麻吕乘机抬头，贵族间争夺权势日益激化。據正史《續日本紀》記載，藤原廣嗣為軍官所處死，然東人斬之，在奉敕先斬後奏之前，時序可疑。民間野史，則多以廣嗣自殺作結。或有自刎之說，亦有墜海之說。

## 前賢故實
『前賢故實』藤原廣嗣小傳中：
藤原朝臣廣嗣是式部卿宇合長子。資貌魁偉，頭上肉角數寸。博覽典籍，兼通佛教。武藝決倫，練習兵法。其餘天文、陰陽、音樂之類，靡弗精究。天平中為太宰少貳。當時僧玄昉，被寵為僧正，居內道場，屢稱說法。近侍藤原皇后，頗有醜聲。廣嗣請斥之。帝不納。廣嗣赴任，其妻留居京邸，素有姿色。玄昉欲姦之。妻告之宰府，廣嗣大怒，上表陳故事，得失天地災異，請除玄昉及真備。表不入省，廣嗣回，起兵。朝廷命將討之，廣嗣騎臨陣，呼曰：「敢問敕使為誰？」官軍答曰：「衛門督佐伯大夫、式部少輔安部大夫。」於是廣嗣下馬而拜曰：「小臣豈敢拒朝命，但欲除君側之惡耳。」曰：「然則何故發兵？」廣嗣不答。騎所畜千里馬，驅而入海。後，玄昉死於配所。世謂：「廣嗣為崇。」真備亦被謫。于筑紫祭廣嗣墓。遂立祠，請號鏡宮。 

## 大日本史
『大日本史』后妃傳，光明子皇后傳述：
天平初，僧玄昉還自唐，帝賜紫袈裟，以為僧正，安置內道場。【續日本紀。】（光明子）后甚寵異，頗有醜聲。【今昔物語、源平盛衰記。○按興福寺所藏略年代記載皇后崩而云，玄昉僧正密通之。元亨釋書曰，后建溫室，發誓：「親除千人垢。」又曰，后聞釋實忠容貌端麗，召而見之，夢與之交。今考諸書，后之穢德，自不可掩。據舊史，玄昉榮耀日盛，稍乖沙門之行，時人惡之。蓋意有所指，而諱不明書爾。】
旁徵舊史、略記，可佐前賢故實小傳虛實。